# Seleção Guatemalteca de Futebol Feminino
A Seleção Guatemalteca de Futebol Feminino representa Guatemala no futebol feminino internacional.